# Зеликин, Михаил Ильич
Михаил Ильич Зеликин (род. 11 февраля 1936, Москва) — советский и российский математик, профессор, доктор физико-математических наук (1988), член-корреспондент РАН (2011). Основные направления исследования: дифференциальные уравнения, оптимальное управление, теория игр.

## Биография
Родился в семье главного энергетика Завода им. Калинина и сотрудника отдела технического контроля литейного цеха завода им. Владимира Ильича. В десятилетнем возрасте потерял левую руку, упав с турника, из-за чего впоследствии не был принят в архитектурный институт.
Как закончивший среднюю школу с золотой медалью, был принят на механико-математический факультет МГУ по результатам собеседования. Ученик Л. С. Понтрягина, а также Е. Ф. Мищенко и И. Р. Шафаревича. Работает в Математическом институте им. В. А. Стеклова (отдел дифференциальных уравнений) и на механико-математическом факультете Московского государственного университета им. М. В. Ломоносова.
Заместитель заведующего кафедрой общих проблем управления механико-математического факультета МГУ (c 1992 года). Награждён премией имени П. Л. Чебышёва (1987), премией имени А. М. Ляпунова (2010).

## Математическая деятельность
Основные труды по теории дифференциальных уравнений (в том числе, уравнениям Риккати), теории оптимального управления и дифференциальных игр (в том числе, игр с неполной информацией типа «принцесса и монстр»), геометрии грассмановых многообразий. М. И. Зеликиным разработана теория оптимального синтеза для многомерных нелинейных задач управления, содержащего траектории со счётным множеством переключений на конечном интервале времени (так называемый «четтеринг-синтез») и теория полей экстремалей для кратных интегралов. Докторская диссертация «Метод дифференциальных форм в теории оптимального управления» (1988).
М. И. Зеликин является членом редколлегии журнала «Фундаментальная и прикладная математика», членом Учёного Совета Российского университета дружбы народов, членом Правления Московского математического общества. Автор нескольких учебников и монографий.

## Экологическая деятельность
Известен также своей экологической деятельностью (совместно с женой Л. Ф. Зеликиной; ум. 1998), направленной против проекта «поворота рек»
и профессиональной критикой научных прогнозов (в частности, математических моделей и методов), положенных в основу этого проекта. Член экологической комиссии под руководством А. Л. Яншина.
В результате деятельности группы противников «поворота» была создана комиссия для проверки работы института водных проблем АН СССР, возглавляемая член-корреспондентом АН СССР К. И. Бабенко. По результатам проверки работа института была признана неудовлетворительной, и Г. В. Воропаев снят с поста директора института.
В конце 1985 года было принято постановление Бюро отделения математики АН СССР «О научной несостоятельности методики прогнозирования уровня Каспийского и солёности Азовского морей, использованной министерством водного хозяйства СССР при обосновании проектов переброски части стока северных рек в бассейн Волги». В адрес руководителей страны был написан ряд писем, осуждающих проект «поворота», среди которых: письмо в президиум XXVII съезда КПСС (академики Д. С. Лихачёв, Г. И. Петров, Л. С. Понтрягин, В. Л. Янин) и письмо академика Л. С. Понтрягина генеральному секретарю ЦК КПСС М. С. Горбачёву. В литературном журнале «Наш Современник» был проведён «круглый стол», посвящённый проекту «поворота», следствием которого стали многочисленные выступления противников «поворота» на VII съезде писателей СССР (В. Г. Распутин, В. И. Белов, Ю. В. Бондарев, С. П. Залыгин и др.). В результате этой деятельности работы по переброске части стока северных и сибирских рек не были включены в основные направления будущей пятилетки и остановлены.
История борьбы с «поворотом рек» описана в автобиографической книге М. И. Зеликина «История вечнозелёной жизни» (Изд-во «Факториал Пресс», Москва, 2001), см. также статью «Адекватность математических моделей в теории управления, физике и экологии».

## Основные публикации
- M. I. Zelikin, V. F. Borisov. Theory of Chattering Control with applications to Astronautics, Robotics, Economics, and Engineering, Birkhäuser, — Boston, MA, 1994.
- М. И. Зеликин. Однородные пространства и уравнение Риккати в вариационном исчислении, — Факториал, Москва, 1998.
- M. I. Zelikin. Control Theory and Optimization, — Encyclopaedia of Mathematical Sciences, vol. 86, Springer-Verlag, 2000.
- М. И. Зеликин. Оптимальное управление и вариационное исчисление, — УРСС, Москва, 2004.
- Э.М. Галеев, М.И. Зеликин, С.В. Конягин, Н.П. Осмоловский, В.Ю. Протасов, В.М. Тихомиров, А.В. Фурсиков. Теория экстремальных задач. — М.: МЦНМО, 2008.
- М. И. Зеликин. История вечнозелёной жизни. — М.: Факториал Пресс, 2001. — 144, [2] с. — 1000 экз. — ISBN 5-88688-049-6.